# Cuisine calabraise
La cuisine calabraise est constituée des traditions et pratiques culinaires de la région de Calabre, en Italie. C'est une cuisine dite pauvre et paysanne.

## Figue
La Calabre est réputée pour son artisanat de la figue sèche avec :
- la treccia ou jetta, tresse de figues enfilées sur une canna (roseau) et cuites au four ;
- les corolle, colliers de figues sur un rameau de myrte, puis cuites au four ;
- les fichi imbottiti ou les crocette, farcies d'amandes ou de noix (parfois d'écorces d'agrumes), recouvertes de chocolat ou cuites au four ;
- les palloni di fichi, petites balles de figues cuites au four, recouvertes de miel de figuier et conservées dans une feuille de figuier[1].

## Les pâtes
IL existe un type de sauce pour les pâtes appelé alla putanesca

## Les fromages
- Pecorino crotonese
- Provola silana
- Caciocavallo silano
- Pecorino de Monte Poro
- Caprino de Limina
- Pecorino de Pollino
- Pecorino d'Aspromonte
- Pecorino de Cardeto
- Pecorino de Locride
- Caciocavallo de Ciminà
- Caprino nicastrese

## Les vins
- Bivongi produit dans les provinces de Reggio Calabria et Catanzaro
- Cirò produit dans la province de Crotone
- Donnici produit dans la province de Cosenza
- Greco di Bianco produit dans la province de Reggio Calabria
- Lamezia produit dans la province de Catanzaro
- Melissa produit dans la province de Crotone
- Pollino produit dans la province de Cosenza
- Sant’Anna di Isola Capo Rizzuto produit dans les provinces de Crotone et Catanzaro
- San Vito di Luzzi produit dans la province de Cosenza
- Savuto produit dans les provinces de Cosenza et Catanzaro
- Scavigna produit dans la province de Catanzaro
- Verbicaro produit dans la province de Cosenza